# 似非有理数
似非有理数 (えせゆうりすう, Schizophrenic number,  mock rational number) は、一見規則性を持った有理数のように見える無理数。アメリカの数学作家クリフォード・ピックオーバーの知人、ケビン・ブラウンが最初の例を考案した。

## 背景
ピックオーバーは著書「ワンダーズ・オブ・ナンバーズ」の中で次のように説明している。
「ネットニュースのニュースグループsci.mathの中で『無作為に選ばれた無理数の最初の100桁に規則性があることはありえない』という主張があり、似非有理数はこの反例として考案された」。

## ケビン・ブラウンによる例
次のような数列を考える。
{\displaystyle f(n)=10f(n-1)+n} 、初期値は{\displaystyle f(0)=0}
つまり、{\displaystyle f(1)=1}、{\displaystyle f(2)=12}、{\displaystyle f(3)=123}となる。
この{\displaystyle n}が奇数の時、{\displaystyle f(n)}の平方根は、解の最初のほうは規則的に見えるが、その後は無理数のように見える不思議な数となり、ピックオーバーとケビン・ブラウンは、これが最初の問いに対する反例になると主張した。
例えば{\displaystyle {\sqrt {f(49)}}}の最初の500桁は次の通りである。
```
1111111111111111111111111.1111111111111111111111 0860
555555555555555555555555555555555555555555555 2730541
66666666666666666666666666666666666666666 0296260347
2222222222222222222222222222222222222 0426563940928819
4444444444444444444444444444444 38775551250401171874
9999999999999999999999999999 808249687711486305338541
66666666666666666666666 5987185738621440638655598958
33333333333333333333 0843460407627608206940277099609374
99999999999999 0642227587555983066639430321587456597
222222222 1863492016791180833081844 ...

```

この数は、最初は規則的であるが、規則的な部分が徐々に短くなっていき、やがて完全にランダムとなる。nが大きいほど規則的な部分が多くなってくる。繰り返される数字は必ず1, 5, 6, 2, 4, 9, 6, 3, 9, 2, である。
{\displaystyle f(n)}をn=0から並べると次のような数列となる。
0, 1, 12, 123, 1234, 12345, 123456, 1234567, 12345678, 123456789, 1234567900, ... .
f(49) = 1234567901234567901234567901234567901234567901229
この数の平方根の整数部分をn=0から並べると次のような数列となる。
0, 1, 3, 11, 35, 111, 351, 1111, 3513, 11111, 35136, 111111, 351364, 1111111, ... ,
この数列を見て分かるように、nが偶数の場合は規則性が無いランダムな数となる。

## n進数の場合
上の例は、十進法の場合であるが、n進法でも似たような規則性がある数が得られる。
{\displaystyle b}進法の場合、数列は次のように定義できる。
{\displaystyle f_{b}(n)=bf_{b}(n-1)+n}、ただし{\displaystyle b\geq 2}で{\displaystyle f(0)=0}.
この場合も、十進法の場合と同様に、最初に規則的な部分と不規則な部分が繰り返される。例えば8進法の場合、{\displaystyle {\sqrt {f_{8}(49)}}}は次の数となる（ただし「49」は十進法の数）。
```
1111111111111111111111111.1111111111111111111111 0600
444444444444444444444444444444444444444444444 02144
333333333333333333333333333333333333333333 175124422
666666666666666666666666666666666666666 ....

```

同じ数字がまとめて並ぶのではなく、一定のパターンが繰り返されることもある。例えば{\displaystyle {\sqrt {f_{3}(49)}}}の場合、
```
1111111111111111111111111.1111111111111111111111111111111 01200 
202020202020202020202020202020202020202020 11010102 
00120012000012001200120012001200120012 0010
21120020211210002112100021121000211210 ...

```

のように、「20」や「0012」などの数字が繰り返し現れる。
{\displaystyle b}進法で似非有理数となる場合、{\displaystyle b^{m}}進法でも似非有理数となる。例えば前述したように{\displaystyle {\sqrt {f_{3}(49)}}}は似非有利数なので、{\displaystyle {\sqrt {f_{9}(49)}}}も似非有理数となる。
```
1444444444444.4444444444 350
666666666666666666666 4112
0505050505050505050 337506
75307530753075307 40552382 ...

```